# Уруков, Виталий Иванович
Вита́лий Ива́нович Уруков (фамилия при рождении — Вериалов; 8 августа 1919, Симбирск, Симбирская губерния, РСФСР — 29 января 1945, Ивно, повят Шрода, Познанское воеводство, Народная Польша) — участник Великой Отечественной войны, командир батальона автоматчиков 40-й гвардейской Чертковской Краснознамённой ордена Богдана Хмельницкого танковой бригады (11-й гвардейский танковый корпус, 1-я гвардейская танковая армия, 1-й Украинский фронт), гвардии майор. Герой Советского Союза (1945, посмертно).

## Биография

### Происхождение
Родился 8 августа 1919 года в городе Симбирске, где его мать, чувашка Ольга Васильевна Вериалова, урожденная Васильева (1893—1936), тогда работала в красноармейской школе. Отец, Иван Осипович Вериалов, офицер царской армии, в Гражданскую войну был за красных, погиб в 1920 году. Родители состояли в гражданском браке, они оба являлись выходцами из села Трёхбалтаева (на 1919 год в составе Шемалаковской волости Буинского уезда Симбирской губернии).
В начале 1923 года Виталий получил фамилию по отчиму, Александру Васильевичу Урукову, руководителю Шемуршинского лесхоза, родившемуся в чувашском селе Новое Ахпердино (нынешний Батыревский район Чувашии). Виталий Уруков с первого по шестой класс обучался в Шемуршинской средней школе. В 1931 году семья переезжает в Чебоксары, а затем в город Шумерля. В 1937 году Виталий Уруков окончил Шумерлинскую среднюю школу № 1. В 1937 году поступил учиться в Московский метеорологический институт (окончил 3 курса).

### Военная карьера
В 1939 году призван в Красную Армию, окончил Симферопольское военное пехотное училище, курсы «Выстрел».
С декабря 1941 года участник боёв на фронтах в Великой Отечественной войны. Сражался под Ржевом, Курском, Киевом, на Днепре, на Сандомирском плацдарме, участвовал в Висло-Одерской операции. С 1942 — член ВКП(б).
В 1945 — командир батальона автоматчиков 40-й гвардейской танковой бригады 11-го гвардейского танкового корпуса 1-й танковой армии 1-го Украинского фронта, гвардии майор. За мужество и героизм, проявленные в боях с немецко-фашистскими захватчиками, и особенно 23—28 января 1945 года Указом Президиума Верховного Совета СССР от 31 мая 1945 года гвардии майору Урукову Виталию Ивановичу посмертно присвоено звание Героя Советского Союза.
28 января 1945 года был тяжело ранен в бою на германской границе восточнее города Фюрстенберг (ныне в черте города Айзенхюттенштадт, Германия). После чего доставлен в госпиталь, где и скончался от ран 29 января 1945 года.

## Память
- Похоронен в посёлке Ивно Великопольского воеводства (Польша).
- Именем Урукова названы улицы в городах Чебоксары (7 мая 1965 года улица Ипподромная переименована в улицу Урукова[5]), Шумерля и селе Шемурша.
- В селе Шемурша в 1967 году открыт памятник-бюст.
- 7 мая 2005 года в города Шумерля на здании Дома детского творчества открыта мемориальная плита Герою Советского Союза Урукову Виталию Ивановичу.
- Его имя выбито на мемориальном комплексе «Вечный огонь» среди героев-ульяновцев.

## Награды
- Герой Советского Союза (1945, посмертно);
- орден Ленина;
- орден Красного Знамени;
- орден Александра Невского (СССР);
- орден Красной Звезды.